# 古德麟
古德麟博士，(英語：Dr. Koopa Koo)，香港數學家，國際數學奧林匹克香港委員會委員(International Mathematical Olympiad Hong Kong Committee Member)，現香港連鎖補習社遵理學校補習導師。

## 學術生涯
- 華盛頓大學 (University of Washington) 數學系哲學博士及理學碩士，主修數論
- 波士頓學院(Boston College) 數學學士

## 學術著作
- 《高斯整數在數學競賽中的應用》
- Iwasawa invariants of Λ-adic representation
- On the generation of the coefficient field of a newform by a single Hecke eigenvalue

## 教學生涯
- 恆隆數學獎顧問
- 國際數學奧林匹克（International Mathematical Olympiad，IMO）教練及委員會委員
- 華盛頓大學 (University of Washington) 數學系教授
- (2008-2013)英皇教育純粹數學科補習老師[1]
- (2013-)遵理學校數學科及數學科延伸部分補習導師

## 外部連結
- 古德麟的Facebook專頁
- 古德麟的Facebook專頁
- 古德麟的Instagram帳戶 （页面存档备份，存于）
- Dr. Koopa Koo網誌 （页面存档备份，存于）
- Dr. Koopa Koo LinkedIn專頁
- Dr. Koopa Koo 在ratemyprofessors.com的介紹 （页面存档备份，存于）
- Dr. Koopa Koo researchgate專頁